# Straja (Suceava)
Straja (en allemand : Strasza) est une commune du département de Suceava, Bucovine, Roumanie. Il est composé d'un seul village, Straja.

## Histoire
Le premier document attestant l'existence de Straja date de 1750. Faisant partie de la Bucovine, elle était sous domination autrichienne jusqu'en 1918.

## Démographie
En 2011, Straja comptait 5 094 habitants, principalement roumains, et la principale religion est l'orthodoxie.
En 1930, selon le recensement effectué cette année-là, Straja comptait 4 662 habitants, dont 4 338 étaient classés comme ethniquement roumains, 137 allemands, 134 juifs, 29 russes et 15 polonais. Les chiffres par religion étaient de 4 359 orthodoxes, 145 catholiques romains, 134 juifs, 13 luthériens, 10 gréco-catholiques et 1 baptiste.

## Personnalités
- Nicolas Cotos
- Dimitrie Onciul

## Géographie
Straja est située dans la partie nord du comté de Suceava dans la vallée de Rădăuți et se trouve sur les rives de la rivière Suceava. La limite nord de la commune fait partie de la frontière de la Roumanie avec l'Ukraine .

## Économie
L'industrie principale est la transformation du bois.

## Transport
Straja a une gare sur la ligne de chemin de fer de Suceava à Nisipitu, qui traverse la commune d'est en ouest.
La route départementale 209 de Rădăuți à Brodina relie la commune au réseau routier national roumain. Un service de minibus toutes les heures, avec un temps de trajet de 50 minutes, relie Rădăuți et Straja.